# شاه‌تپه (گرمی)
شاه تپه گرمی مربوط به دوره اشکانیان است و در شهرستان گرمی، روستای شاه تپه واقع شده و این اثر در تاریخ ۲۵ اسفند ۱۳۴۵ با شمارهٔ ثبت ۶۲۲ به‌عنوان یکی از آثار ملی ایران به ثبت رسیده است.